# مدرک (فیلم ۲۰۱۳)
مدرک (به انگلیسی: Evidence) یک فیلم ترسناک و جنایی به کارگردانی اولاتیونده اوسانسانمی با هنرمندی کیتلین استیزی، توری دویتو و استیون مویر، محصول سال ۲۰۱۳ آمریکا است.

## داستان
یک اتوبوس عازم لس آنجلس در یک ایستگاه گاز متروکه خراب شده و قتل‌عامی وحشیانه رخ داده‌است. دو کاراگاه برکز (رادا میشل) و ریس (استیون مویر) در پی شکار قاتل با استفاده از فیلم‌هایی هستند که قربانیان از پیش از وقوع حادثه و درحین آن گرفته‌اند.

## بازیگران
- توری دویتو در نقش لین هوکپلات
- کیتلین استیزی در نقش ریچل برودی
- هری لنیکس در نقش بن تاتل
- سوتلانا متکنا در نقش ویکی ماراکونا
- دیل دیکی در نقش کاترینا فلیشرمن
- رادا میشل در نقش کاراگاه الکس برکز
- استیون مویر در نقش کاراگاه دنیل ریس
- نولان جرارد فانک در نقش تایلر موریس
- امل امین درنقش افسر جانسون
- آلبرت کوئو در نقش استیون لی